# Сита, Олив Лембе ди
Олив Лембе ди Сита (Кабила) (фр. Olive Lembe di Sita, род. 29 июля 1976, Маниема) — супруга четвёртого президента Демократической Республики Конго Жозефа Кабилы. Первая леди Демократической Республики Конго (2006—2019).

## Личная жизнь
1 июня 2006 года глава Maison Civile Тео Мугалу официально объявил о свадьбе Лембе ди Ситы с президентом Жозефом Кабилой. Были названы две разные даты: в некоторых сообщениях указано 10 июня 2007 года, а в других — 10 июня 2006 года. В конечном итоге свадьба состоялась 17 июня 2006 года в резиденции президента в Гомбе, Киншаса. Таким образом, в этот день Сита стала первой леди Конго.
В 1998 году у пары родилась дочь Сифа Кабила, названная в честь матери Кабилы и бывшей первой леди Сифы Маханья. 18 сентября 2008 года родился сын Лоран-Дезире.